# Josefa Llanes-Escoda
Josefa Llanes-Escoda (Dingras, 20 september 1898 - 1945) was een Filipijns maatschappelijk werkster, oorlogsheldin en suffragette. Ze wordt in de Filipijnen wel aangeduid als de Florence Nightingale van de Filipijnen.

## Biografie

### Jeugd en opleiding
Josefa Llanes werd geboren op 20 september 1898 in Dingras in de provincie Ilocos Norte. Ze was het oudste kind uit een gezin van zeven kinderen. Haar ouders waren muziekleraar Gabriel Llanes en Mercedes Madamba. Na het voltooien van de middelbare school op zestienjarige leeftijd mocht ze van haar ouders verder studeren aan de Philippine Normal School in de Filipijnse hoofdstad Manilla. Deze opleiding voltooide ze twee jaar later. Nadien werkte ze als lerares, waarbij ze, na het overlijden van haar vader in 1918, tevens de kost verdiende voor haar moeder en jongere broertje en zusjes die bij haar woonden. In de avonduren studeerde ze verder: in 1922 het behaalde ze het certificaat voor lerares op de middelbare school aan de University of the Philippines.
Na het behalen van dit certificaat stopte Llanes met haar werk als lerares en ging ze werken als maatschappelijk werkster voor het Amerikaanse Rode Kruis. Na enige tijd mocht ze op kosten van de overheid naar de Verenigde Staten voor een opleiding aan de New York School of Social Work. Deze opleiding voltooide Llanes in 1924. Een jaar later voltooide zij tevens een masteropleiding maatschappelijk werk aan de Columbia-universiteit. In datzelfde jaar leerde ze tijdens een bijeenkomst van de Womens International League for Peace de journalist Antonio Escoda kennen, met wie ze een jaar later trouwde.

### Werkzaamheden
Na haar terugkeer in de Filipijnen in 1926 werkte ze van 1927 tot 1930 als docente sociologie aan de University of the Philippines en van 1930 tot 1932 aan de University of Santo Tomas. Daarnaast was ze van 1928 tot 1929 actief als maatschappelijk werker voor het Amerikaanse Rode Kruis in de Filipijnen, en van 1929 tot 1932 als Executive Secretary voor de Philippine Anti-Leprosy Society. Vanaf 1932 was ze werkzaam voor het Bureau of Health. Verder was ze lid van de Textbook Board, de Board of Censors for Moving Pictures en de Labor Board. Daarnaast was ze actief binnen de padvinderij in de Filipijnen. In 1939 vertrok ze in het kader daarvan voor een tweede keer naar de Verenigde Staten, voor een training girl scouting. Na haar terugkeer ijverde ze voor de oprichting van een Girl Scouting organisatie in de Filipijnen. Dit werd uiteindelijk realiteit toen de wet die dit regelde in mei 1940 werd ondertekend voor president Manuel Quezon.

### Vrouwenrechten
Llanes-Escoda was een actief voorvechter van vrouwenrechten. Ze was een van de drijvende krachten achter de National Federation of Womens Clubs. Ze werd gekozen tot penningmeester en was negen jaar lang uitvoerend secretaris van de organisatie. In 1941 volgde ze Pilar Hidalgo-Lim op als president van de organisatie. Het grootste succes van de vrouwenbeweging was de invoering van het recht om te stemmen en het recht om zich verkiesbaar te stellen. In de Filipijnse Grondwet van 1935 werd dit recht geregeld op voorwaarde dat  bij een referendum voldoende vrouwen voor zouden stemmen. Op 17 september 1937 stemde uiteindelijk bijna 91% voor, waarmee de Filipijnen als een van de eerste landen in Azië vrouwen stemrecht gaf.

### Oorlogperiode
Vanaf het begin van de Tweede Wereldoorlog in de Filipijnen hielpen Llanes-Escoda en haar man de slachtoffers van de bezettende Japanse troepen. Ze brachten onder meer voedsel naar Filipijnse en Amerikaanse soldaten die slachtoffer waren van de Dodenmars van Bataan. Ook voorzag ze gedurende de oorlog Amerikaanse soldaten die gevangen zaten in de gebouwen van de University of Santo Tomas in Manilla en in plaatsen als Cabanatuan, Bongabon in Nueva Ecija en Los Baños in laguna van voedsel, medicijnen en kleding. Door deze activiteiten vielen zij en haar man op bij de Japanners. In juni 1944 werd haar echtgenoot door de Japanners gearresteerd terwijl hij samen met onder meer generaal Vicente Lim de Filipijnen probeerde te ontvluchten. Twee maanden later werd ook Llanes-Escoda gearresteerd. Hoewel ze in december 1944 de mogelijkheid kreeg om de gevangenis te verlaten, koos ze ervoor het lot van haar man te delen. Antonio Escoda werd eind 1944 door de Japanners geëxecuteerd.
Llanes-Escoda is voor het laatst gezien op 6 januari 1945 in Fort Santiago. Ze werd nadien overgebracht naar een van de gebouwen van de Far Eastern University en is vermoedelijk door de Japanners geëxecuteerd.

## Trivia
- Llanes-Escoda was van 1926 tot 1944 getrouwd met Antonio Escoda en kreeg met hem een dochter en een zoon. Ter ere van Llanes-Escoda werden een straat en een gebouw in Manilla naar haar vernoemd.
- Ze staat samen met Jose Abad Santos en Vicente Lim, die ook door de Japanners werden geëxecuteerd, sinds 1991 afgebeeld op het biljet van 1000 peso.
- In 1994 werd een inslagkrater op de planeet Venus naar haar vernoemd.